# 대한민국 표시·광고의 공정화에 관한 법률
표시·광고의 공정화에 관한 법률은 대한민국의 법률이다. 이 법은 상품 또는 용역에 관한 표시·광고를 할 때 소비자를 속이거나 소비자로 하여금 잘못 알게 하는 부당한 표시·광고를 방지하고 소비자에게 바르고 유용한 정보의 제공을 촉진함으로써 공정한 거래질서를 확립하고 소비자를 보호함을 목적으로 한다.(제1조) 공정거래위원회의 소관 법률이다. 